# Charmes-la-Côte
Charmes-la-Côte é uma comuna francesa na região administrativa de Grande Leste, no departamento de Meurthe-et-Moselle. Estende-se por uma área de 6,23 km². Em 2010 a comuna tinha 340 habitantes (densidade: 54,6 hab./km²).